# Мірфак
Мірфак, також Альгеніб (α Persei / Альфа Персея) — найяскравіша зоря у сузір'ї Персея. У перекладі з арабської «Мірфак ас-Сурая» — «лікоть», найближчий до Плеяд.
Мірфак знаходиться серед зоряного скупчення α Персея, відомого також як Melotte 20, яке добре видно в бінокль і містить багато слабких зір.
Відстань до Землі, визначена за допомогою тригонометричного паралаксу, складає приблизно 510 світлових років (160 парсек).

## Назва
Назва Мірфак походить від арабського слова «лікоть» і словосполучення «Мірфак-ас-Сурая». Воно відноситься до ліктя Плеяд.
Робоча група з назв зір (WGSN) Міжнародного Астрономічного Союзу (МАС) включила назву «Mirfak» до свого бюлетеня від 20 липня 2016 року.
Друга назва зорі Альгеніб (від арабського «Аль-джаніб», що означає «бік» або «сторона») однойменна зорі γ Пегаса для якої є основною назвою.

## Характеристика
Мірфак має спектральний клас F5 Ib, на що вказує його належність до класу надгігантів та біло-жовтий колір.
Його маса в 8,5 разів більша за масу Сонця, а діаметр — більший в 68 разів. При ефективній температурі близько 6100 °С, ця зоря майже в 5 000 раз яскравіша за Сонце.
У 2010 році виміри променевої швидкості показали ймовірну наявність екзопланети, що обертається навколо зорі. Спостереження показали періодичну зміну радіальної швидкості зорі з амплітудою 708 ± 16 м/с. Планета вважається непідтвердженою, і, ймовірно, має масу не менше 6,6 мас Юпітера, при цьому обертається навколо Мірфака на відстані 0,97 астрономічних одиниць із періодом в 128 днів. Однак існування планети є сумнівним, тому що зміни радіальної швидкості можуть бути результатом зоряних плям або інших особливостей поверхні у поєднанні з ефектом обертання. Раніше дослідження повідомляли про варіації з періодами 87,7 або 77,7 днів, але ці дані не були підтверджені.

## Видимість
Мірфак відносно легко знайти на небі, тому що він розташований поруч із кількома знайомими візерунками зірок. Зоря розташована поблизу Кассіопеї, відомої своєю формою, яка нагадує латинську літеру W. Для спостерігачів у середніх північних широтах Мірфак є циркумполярним, тобто він ніколи не заходить і видимий уночі протягом усього року.